# 台湾扁鲨
台湾扁鲨（学名：Squatina formosa），又稱臺灣琵琶鮫、扁沙，为扁鲨科扁鲨属的鱼类。分布于台湾东北及西南沿海等。该物种的模式产地在台湾，為 4 種棲息於台灣與日本附近的扁鯊之一。
它同大多数鲨鱼一样以卵胎生方法繁殖，成年体长可达55.4公分。